# Hannu Rantakari
Hannu Rantakari (n. 8 ianuarie 1939, Tampere, Finlanda – d. 1 ianuarie 2018, Tampere, Finlanda) a fost un gimnast artistic ce a reprezentat Finlanda, medaliat olimpic. A participat la 2 ediții ale Jocurilor Olimpice (1964, 1968) în care a câștigat o medalie de bronz.